# Tridentaria implicans
Tridentaria implicans är en svampart som beskrevs av Drechsler 1940. Tridentaria implicans ingår i släktet Tridentaria, divisionen sporsäcksvampar och riket svampar.   Inga underarter finns listade i Catalogue of Life.